# Weather Star XL
Weather Star XL es la quinta generación de los sistemas WeatherStar utilizados por el canal estadounidense de televisión por cable y satélite The Weather Channel (TWC), que se utilizan para insertar pronósticos locales e información meteorológica actual (como los segmentos "Local en los 8s" dentro de su programa) en la programación de TWC. En su lanzamiento en 1998, se produjo meses después de una importante actualización de la presentación al aire del canal. El Star XL fue un salto importante sobre el sistema Weather Star 4000, mucho más antiguo, con capacidades avanzadas como transiciones, íconos en movimiento, fondos de pantalla en la nube y lectura del contenido del pronóstico local. El WeatherStar XL apareció por primera vez en un lanzamiento beta en sistemas de cable seleccionados en noviembre de 1998 y apareció brevemente en The Weather Channel Latin America hasta la desaparición de ese canal.
El 26 de junio de 2014, The Weather Channel dejó de transmitir su transmisión satelital analógica, retirando oficialmente todas las unidades Weather Star antes del IntelliStar, incluido el XL. Para abordar la necesidad de un reemplazo de bajo costo, The Weather Channel desarrolló en 2013 la plataforma IntelliStar 2 Jr., que es capaz de operar de manera nativa en sistemas de cable analógico y digital.     

## Detalles técnicos
Weather Star XL es una computadora de renderizado montada en bastidor, fabricada por Silicon Graphics, Inc., que contiene una computadora SGI O2 modificada. El O2 es una estación de trabajo Unix de nivel de entrada introducida en 1996 por SGI para reemplazar su serie anterior Indy. Al igual que Indy, el O2 utilizaba un único microprocesador MIPS y estaba destinado a ser utilizado principalmente con fines multimedia; el O2 fue el último intento de SGI en una estación de trabajo de gama baja. Weather Star XL utiliza el sistema operativo SGI IRIX con un software escrito personalizado para The Weather Channel. Debido al hardware y software patentado SGI, el Weather Star XL sigue siendo el sistema STAR más caro, con un costo de fabricación de US$6.500. Como resultado del alto precio del XL, muchas cabeceras de cable más pequeñas retuvieron sus unidades Weather Star 4000 o Weather Star Jr. hasta que se lanzó el IntelliStar, omitiendo el XL por completo. 
Weather Star XL recibe datos de vídeo sin procesar de The Weather Channel y declaraciones meteorológicas del Servicio Meteorológico Nacional, así como pronósticos de una conexión a Internet. Envía datos de monitoreo a The Weather Channel. Se puede acceder a su controlador de rastreo (que administra el texto para publicidad local) a través de un módem y un emulador de terminal. En América Latina, TWC solo usó satélite para entregar el servicio.

## Cronograma
| Fecha                    | Notas |
| ------------------------ | --- |
| Septiembre de 2001       | - Weather Channel y Star XL reciben nuevos gráficos. Algunos sistemas XL reciben esta actualización en marzo de 2002, y al menos una unidad XL solo recibió la actualización parcialmente hasta julio de 2002, perdiendo Vocal Local de forma intermitente y conservando los viejos mapas y animaciones de pronósticos regionales. - La fecha y la hora se reposicionan para dejar espacio para barras de título más grandes. - Se agrega un nuevo fondo de nube. - El texto del URL "weather.com" se agrega debajo del logotipo de The Weather Channel. - Los mapas ya no son topográficos. |
| Marzo de 2002            | - Se presenta un pronóstico de parte del día y un pronóstico extendido de siete días conocido como "Semana por delante". El pronóstico extendido de tres días todavía se muestra durante el sabor de pronóstico de 90 segundos. - En el sabor de un minuto, el mapa de condiciones regionales se reemplaza por el pronóstico de la parte del día. - El radar se ha reubicado desde el final del pronóstico hasta el centro, justo después de las condiciones actuales. Esto se aplica a todos los sabores, excepto el sabor pronosticado de 60 segundos. - Los márgenes en la página de pronóstico extendido de tres días se amplían ligeramente. Como resultado, frases como "Parcialmente nublado" y "Parcialmente nublado" ahora se ajustan en una línea en lugar de dos como antes de esta actualización. - Si no se informan ráfagas de viento en el sitio de observación visualizado, el texto "ninguno" se mostrará en esa columna en la línea inferior de la pantalla durante los pronósticos locales y las transmisiones nacionales. Esto ya no pasa. En cambio, el producto de ráfaga no se muestra en el LDL si no se informan ráfagas. - La frase de vencimiento del reloj para relojes de clima severo ha cambiado. Por ejemplo: "SAT 0900 PM EDT" se convierte en "9:00 PM EDT sábado". - Se introduce un producto de etiquetado de niveles de polen. - Se corrigieron algunos problemas técnicos relacionados con etiquetas publicitarias. - Los iconos de la luna en el Almanaque ahora se muestran correctamente para el hemisferio norte . |
| Abril de 2002            | - Los pronósticos en el sistema ahora provienen de The Weather Channel, en lugar del Servicio Meteorológico Nacional . - Como resultado, los boletines meteorológicos ahora se muestran en una página dedicada. Los boletines incluyen avisos, relojes, declaraciones y advertencias. - Algunos íconos, como "variablemente nublado" y "nubes PM" se suspenden. "Parcialmente nublado y ventoso" y "Nubes de la mañana / Sol de la tarde" está ligeramente modificado. |
| Julio de 2002            | - El mapa de condiciones regionales, que muestra las condiciones climáticas actuales de la región circundante, se descontinúa. - En los 30 principales mercados de medios, el mapa de Pronóstico regional, que muestra el pronóstico para ciudades seleccionadas en una región determinada, se suspende y se reemplaza por un mapa de Pronóstico de metro. Esto muestra el pronóstico para ciudades seleccionadas en un área metropolitana dada dentro de un radio de 75-100 millas. |
| Abril de 2003            | - Las variaciones "AM", "PM" y "POCOS" de los íconos del tiempo se introducen en los mapas de pronóstico; Las transmisiones nacionales en vivo también recibieron esta actualización. - Las variaciones "AM" y "PM" de los íconos del tiempo en la línea inferior de la pantalla se han modificado y ahora se representan en texto blanco en minúscula en lugar del estilo anterior en mayúscula y el degradado de blanco a azul claro. Sin embargo, las transmisiones nacionales, así como weather.com, recibieron esta actualización uno o dos meses antes. - El segmento de pronóstico de 36 horas se ha modificado para que sea más fácil de entender. Anteriormente, si el pronóstico para un período de tiempo se dividiera en dos páginas (debido a su extensión), se dividiría en medio de una oración. Ahora, siempre que sea posible, se dividiría en dos páginas entre cada oración. Se agregó un salto de línea entre cada período de tiempo. |
| Junio de 2003            | - En el pronóstico de un minuto, las pantallas de pronóstico de parte del día y de pronóstico regional / metropolitano se reemplazan por un pronóstico basado en texto de dos páginas. |
| 27 de septiembre de 2003 | - Se rediseña el gráfico de la línea de visualización inferior (LDL) que se muestra en los pronósticos nacionales en vivo. Cambió a una pantalla negra y opaca (previamente translúcida); El LDL del XL se convierte en la primera línea de visualización inferior de Weather Star en mostrar el logotipo de The Weather Channel en el gráfico. - Durante la programación, como Storm Stories, se proporciona información más detallada en la línea inferior de la pantalla. |
| 15 de agosto de 2005     | - El XL obtiene nuevos gráficos una vez más, ahora con un logotipo TWC modernizado, un fondo soleado y nuevas barras de título. "Weather.com" se mueve debajo del logotipo TWC a una nueva posición debajo de la barra de título del segmento de cada pantalla. - Durante las Alertas de clima severo en la página "Boletín meteorológico", se elimina el logotipo de NOAA, dejando solo el texto del Servicio Meteorológico Nacional . - En ciertas áreas, la narración se adelanta un segundo, dejando un espacio de un segundo después de cada narración. |